# Кечинов, Валерий Викторович
Вале́рий Ви́кторович Ке́чинов (5 августа 1974, Ташкент, Узбекская ССР, СССР) — российский футболист, полузащитник и нападающий.
Специалистами и болельщиками считался одним из самых техничных футболистов России. В 1995 году получил приз «За самый красивый гол сезона» от передачи Футбольный клуб.

## Биография

### Игровая карьера
Вышел из дворового футбола, первым тренером был отец — экс-игрок «Пахтакора», судья республиканской категории, тренер союзной сборной Узбекистана — Виктор Петрович Кечинов.
Сначала занимался в школе ташкентского «Трактора», а после того как в матчах чемпионата Ташкента стал лучшим бомбардиром, переведен в спецкласс «Пахтакора».
Вызывался в юношескую сборную СССР, с которой стал победителем мемориала Гранаткина.
С 1991 — в составе «Пахтакора». В чемпионатах СССР не играл, выступал только за дублеров. Провел одну игру на Кубок СССР против липецкого «Металлурга» — игра завершилась со счётом 0:0, а Валерий играл последние 5 минут.
С 1992 — основной игрок команды. В сезоне 1992 стал чемпионом Узбекистана, лучшим футболистом страны и бомбардиром чемпионата.
В 1993 согласился на переход в «Спартак» (Москва), однако до 2-го круга чемпионата России не выходил на поле — «Пахтакор» не высылал трансферный лист на игрока.
Однако сразу заиграть не удалось. В том же 1993 году в товарищеском матче на турнире в Ла-Корунье против киевского «Динамо» Валерий Кечинов получил травму в результате подката Олега Лужного — разрыв крестообразных связок. Последствия этой травмы преследовали Кечинова постоянно: зимой 1994 года он получил очередную травму на тренировке, а в апреле вынужден был перенести операцию. Осенью того же 1994 года он стал регулярно выходить на поле, однако осенью 1998 года случился рецидив, из-за которого Кечинов не смог вернуть себе былую форму.
В середине сезона 1997/1998 благодаря удачной игре в Кубке УЕФА игроки «Спартака» обратили на себя внимание ряда клубов Европы. В частности, Валерию Кечинову готов был сделать предложение леверкузенский «Байер». Сам Олег Романцев отговаривал Кечинова от переходов, предполагая, что «Спартак» должен настроиться на победу в кубке, а уже потом решать трансферные вопросы. В итоге «красно-белые» дошли до полуфинала Кубка, проиграв «Интеру», а Кечинов из-за полученной травмы отправился на операцию в Германию. По иронии судьбы, операция проходила в Леверкузене, и там игрока посетил в палате тренер леверкузенцев Кристоф Даум, признавшийся, что хотел приобрести Кечинова для команды.
После ухода из «Спартака» перешёл в Сатурн-REN TV. Неплохо отыграв в «Сатурне», перешёл в ярославский «Шинник», но летом 2004 года вместе с Александром Ширко попал в автомобильную аварию. Поскольку он был не пристёгнут, получил небольшие повреждения, и, пока восстанавливался, потерял место в основе команды.

### Стиль игры
Изначально Кечинов играл на позиции чистого, либо оттянутого нападающего. Однако в 1997 был переведён тренером «Спартака» Олегом Романцевым на правый фланг полузащиты, где действовал успешно, нередко демонстрируя свои навыки форварда (играя крайнего нападающего), и в то же время успевая отрабатывать в защите. При необходимости выходил на поле также в центре полузащиты.

### Тренерская карьера
С июня 2006 года по май 2008 года работал тренером дублёров «Спартака».
С июня 2008 года был помощником главного тренера «Томи» Мирослава Ромащенко. После ряда неудачных матчей 4 сентября 2008 года расторг контракт с клубом.
Позже открыл «Академию Умного футбола».

## Достижения
- Чемпион России: 1993, 1994, 1996, 1997, 1999, 2000
- Бронзовый призёр чемпионата России: 1995
- Обладатель Кубка России: 1993/94
- Финалист Кубка России: 1995/96
- Чемпион Узбекистана: 1992
- Футболист года в Узбекистане: 1992
- Лучший бомбардир чемпионата Узбекистана: 1992
- В списке 33-х лучших футболистов чемпионата России: № 1 — 1997
- Победитель хит-парада «Девятка» программы «Футбольный клуб» (лучший гол): 1994. За победу в этом конкурсе Кечинов получил автомобиль ВАЗ-2109 («девятка») в прямом эфире НТВ[8].
- В еврокубках провёл 31 игру, забил 6 голов.

## Статистика выступлений
| Клуб             | Сезон            | Чемпионат | Чемпионат | Кубок/Суперкубок | Кубок/Суперкубок | Еврокубки | Еврокубки | Всего | Всего |
| Клуб             | Сезон            | Матчи     | Голы      | Матчи            | Голы             | Матчи     | Голы      | Матчи | Голы  |
| ---------------- | ---------------- | --------- | --------- | ---------------- | ---------------- | --------- | --------- | ----- | ----- |
| Пахтакор         | 1991             | 0         | 0         | 1                | 0                | 0         | 0         | 1     | 0     |
| Пахтакор         | 1992             | 28        | 24        | ? 1              | 2                | 0         | 0         | ? 29  | 26    |
| Пахтакор         | 1993             | 10        | 6         | ?                | 0                | 0         | 0         | ? 10  | 6     |
| Спартак          | 1993             | 1         | 0         | 0                | 0                | 0         | 0         | 1     | 0     |
| Спартак-дуб.     | 1993, 2-я лига   | 6         | 5         | 0                | 0                | 0         | 0         | 6     | 5     |
| Спартак          | 1994             | 9         | 3         | 4                | 1                | 3         | 0         | 16    | 4     |
| Спартак-дуб.     | 1994, 3-я лига   | 6         | 2         | 0                | 0                | 0         | 0         | 6     | 2     |
| Спартак          | 1995             | 21        | 4         | 4                | 0                | 7         | 2         | 32    | 6     |
| Спартак          | 1996             | 30        | 13        | 3                | 2                | 5         | 1         | 38    | 16    |
| Спартак          | 1997             | 22        | 11        | 0                | 0                | 10        | 3         | 32    | 14    |
| Спартак-дуб.     | 1997, 3-я лига   | 1         | 2         | 0                | 0                | 0         | 0         | 1     | 2     |
| Спартак          | 1999             | 26        | 4         | 3                | 0                | 6         | 0         | 35    | 4     |
| Спартак          | 2000             | 3         | 0         | 2                | 2                | 6         | 0         | 11    | 2     |
| Спартак-2        | 2000, 2-й див.   | 10        | 2         | 0                | 0                | 0         | 0         | 10    | 2     |
| Сатурн           | 2001             | 24        | 9         | 4                | 1                | 0         | 0         | 28    | 10    |
| Сатурн           | 2002             | 12        | 4         | 0                | 0                | 0         | 0         | 12    | 4     |
| Шинник           | 2002             | 9         | 4         | 1                | 0                | 0         | 0         | 10    | 4     |
| Шинник           | 2003             | 19        | 2         | 5                | 0                | 0         | 0         | 24    | 2     |
| Шинник           | 2004             | 14        | 1         | 2                | 0                | 0         | 0         | 16    | 1     |
| Всего за карьеру | Всего за карьеру | 251       | 96        | ? 28             | 6                | 31        | 6         | ? 310 | 108   |